# Frédéric Ferrer (metteur en scène)
Pour les articles homonymes, voir Frédéric Ferrer et Ferrer.
Frédéric Ferrer, né à Lyon le 3 mars 1967, est un auteur, acteur et metteur en scène. Il dirige depuis 2001 la compagnie Vertical Détour qui est basée à Coubert, en Seine-et-Marne.

## Biographie
Frédéric Ferrer suit un double cursus en géographie et arts du spectacle. Agrégé de géographie en 1991, il crée son premier spectacle en 1994 avec Liberté à Brême de Rainer Werner Fassbinder puis il conçoit des spectacles à partir de ses propres textes où il interroge notamment les figures de la folie (Apoplexification à l’aide de la râpe à noix de muscade et Pour Wagner) et les dérèglements du monde, à travers quatre cycles de créations.
En 2001, il crée sa propre compagnie, Vertical Détour.
Dans Les Chroniques du réchauffement, il propose depuis 2005 une exploration des paysages humains du changement climatique (avec les spectacles Mauvais Temps, Kyoto Forever, Comment j’ai appris à ne plus m’en faire et à aimer le réchauffement climatique, Sunamik Pigialik ? et Kyoto Forever 2, second volet de sa mise en jeu des grandes conférences sur le changement climatique à l’occasion de la tenue de la COP 21 à Paris,)
Dans l'Atlas de l’anthropocène, il développe un cycle artistique de cartographies théâtrales du monde, entre conférence et performance, où il traite de territoires singuliers (À la recherche des canards perdus, Les Vikings et les satellites, Les déterritorialisations du vecteur, Pôle Nord, Wow !, De la morue, Le problème lapin),.
À partir de 2017, il développe un nouveau cycle, Borderline(s) Investigations, où il interroge les frontières et les limites du monde. Il crée en 2017 une performance Borderline(s) Investigation # 0 (après avoir effectué des vols paraboliques en apesanteur avec l'Observatoire de l'espace du CNES), puis le spectacle Borderline(s) Investigation #1 qui met en jeu - et joue avec - les signaux de l’effondrement,, et en 2022 Borderline(s) Investigation #2.
Il a présenté au Festival d’Avignon Allonger les toits, avec le chorégraphe Simon Tanguy (dans le cadre des "Sujets à Vif"), et Le Sujet des Sujets, en 2017, un spectacle créé à l’invitation du Festival et de la SACD pour célébrer les 20 ans des Sujets à Vif.
De 2019 à 2024, il a mené un cycle artistique en partenariat avec La Villette, Olympicorama, proposition de mise en jeu et de questionnement des jeux olympiques, en plusieurs saisons et plusieurs épreuves, où il a invité à chaque fois, entre conférence et rencontre/débat, des personnalités du monde du sport et des champions et championnes olympiques,,.
Les spectacles de Frédéric Ferrer sont créés à partir de sources documentaires, d’enquêtes de terrain et de collaboration avec des laboratoires de recherche scientifique. Dans sa démarche il développe un rapport pataphysique à son sujet, et c’est souvent armé de courbes, diagrammes et Powerpoint qu’il tente sur scène de quantifier l’inquantifiable, de rationaliser ce qui ne peut l’être, dans une quête toujours vaine à circonscrire le réel qui fait ressortir le caractère absurde, loufoque et poétique de son entreprise.  Ses spectacles sont présentés dans de nombreux théâtres et festivals en France et à l’étranger.
Après avoir dirigé Les Anciennes Cuisines de 2005 à 2015, une fabrique artistique implantée à l’Hôpital psychiatrique de Ville-Evrard il développe depuis janvier 2016, Le Vaisseau, un lieu de fabrique implantée au Centre de Réadaptation de Coubert, établissement de l’UGECAM Île-de-France en Seine-et-Marne où sont accueillis des artistes en résidence et où sont développées des actions artistiques avec les publics du centre et les habitants du territoire. 
Frédéric Ferrer est Chevalier des Arts et des Lettres et a été Lauréat de l’Aide à la création dramatique du Centre National du Théâtre.

## Spectacles
- La Parole Errante, 2001, Scène nationale d’Évreux.
- Apoplexification à l'aide de la râpe à noix de muscade, 2004, Les Anciennes Cuisines, Ville-Évrard.
- Lettres de Ville-Évrard, 2006, Les Anciennes Cuisines, Ville-Évrard.
- Mauvais Temps, 2006, Confluences, Paris.
- Pour Wagner, 2007, Les Anciennes Cuisines, Ville-Évrard.
- Kyoto Forever, 2008, Les Anciennes Cuisines, Ville-Évrard.
- À la recherche des canards perdus – cartographie 1, 2010, Festival Passes-Portes, Île-de-Ré.
- Les Vikings et les satellites – cartographie 2, 2010, Rencontres d'été de la Chartreuse, Villeneuve-lez-Avignon.
- Comment j’ai appris à ne plus m’en faire et à aimer le réchauffement climatique, 2010 , Domaine d'O, Montpellier.
- Les Déterritorialisations du vecteur – cartographie 3, 2012, Domaine d'O, Montpellier.
- Pôle nord – cartographie 4, 2013, Soirées nomades de la Fondation Cartier, Paris.
- Sunamik Pigialik, 2014, La Friche / Amin Théâtre, Viry-Châtillon.
- Kyoto Forever 2, 2015, Maison des Métallos, Paris.
- WOW ! - cartographie 5, 2015, Théâtre du Rond-Point, Paris.
- Allonger les toits, 2017, La Rose des Vents, Villeneuve d'Ascq.
- Le Sujets des sujets, 2017, Festival d'Avignon.
- De la morue - cartographie 6, 2017, Le Vaisseau-fabrique artistique, Coubert.
- Borderline(s) Investigation #0, 2018, Festival Sidération, CNES, Paris.
- Borderline(s) Investigation #1, 2018, Théâtre Nouvelle Génération, CDN de Lyon.
- Borderline(s) Investigation #2, 2022, Théâtre Nouvelle Génération, CDN de Lyon
- Olympicorama, 2019 à 2024, La Villette, Paris.
- Le Problème lapin - cartographie 7, 2021, Maison des Métallos, Paris.

## Publications
Plusieurs pièces de Frédéric Ferrer ont été publiées aux éditions de L'Œil du souffleur :  
- Apoplexification à l’aide de la râpe à noix de muscade, 2005, 80 p.  (ISBN 978-2-914453-68-4)
- Pour Wagner suivi de Mauvais temps 2007, 112 p.  (ISBN 978-2-354630-09-6)
- Kyoto Forever 2, 2015, 128 p.  (ISBN 978-2-918519-21-8)
- Kyoto Forever, 2008, 80 p.  (ISBN 978-2-918519-02-7)